# Atherigona pharalis
Atherigona pharalis är en tvåvingeart som beskrevs av Seguy 1938. Atherigona pharalis ingår i släktet Atherigona och familjen husflugor. Inga underarter finns listade i Catalogue of Life.